# Węchowy zespół odnoszący
Węchowy zespół odnoszący (ang. olfactory reference syndrome, ORS) – zaburzenie urojeniowe, polegające na przekonaniu osoby nim dotkniętej, iż wydziela nieprzyjemny zapach, mogący wywoływać u innych ludzi reakcje negatywne.